# Ould M'Bonny
Ould M'Bonny (ou Ouloumboni, en arabe : ولد امبني) est une commune rurale du sud de la Mauritanie, située dans le département de Sélibabi de la région de Guidimakha.

## Géographie
La commune de Ould M'Bonny est située au nord-ouest dans la région de Guidimakha et elle s'étend sur 492 km2.
Elle est délimitée à l'est par les communes de Bouanzé et de Dafort, au sud par la commune de Tachott, au sud-ouest par la commune d'Ajar, à la pointe ouest par la commune de Diadjibine Gandéga et au nord-ouest par la commune de Terguent Ehl Moulaye Ely.
La commune est constituée de quatorze localités : Ehel Maham, Ould Mboni Edebay, Hsey Laetach, Ehel Mohamed Ould Bowa, Agweir, Hassi Diogal, Chteiba, Thiénel Djibaya, Boki Aboudi, Wendou Gouma, Betel et la localité de Ould M'Bonny.

## Histoire
Ould M'Bonny a été érigée en commune par l'ordonnance du 20 octobre 1987 instituant les communes de Mauritanie.
Le premier chef de village de ould'mbonny est sanounou samba camara

## Démographie
Lors du Recensement général de la population et de l'habitat (RGPH) de 2000, Ould M'Bonny comptait 5 128 habitants.
Lors du RGPH de 2013, la commune en comptait 7 697, soit une croissance annuelle de 3,3 % sur 13 ans.
La localité de Ould M'Bonny compte à elle seule 3 271 des 7 697 habitants de la commune.

## Administration

### Redécoupage administratif
La commune d'Ould M'Bonny fait partie depuis 2018 de l'arrondissement de Tachott, dont Tachott est le chef-lieu. Elle n'était auparavant rattachée à aucun arrondissement.

### Liste des maires
| Période                                  | Période | Identité                   | Étiquette | Qualité |
| ---------------------------------------- | ------- | -------------------------- | --------- | ------- |
| Les données manquantes sont à compléter. |         |                            |           |         |
| 2013                                     | 2018    | Ismael Silly Camara        |           |         |
| 2018                                     | 2023    | Mohamed Ahid Ould El Hacen |           |         |

## Économie
L'agriculture est au centre de l'économie d'Ould M'Bonny, comme quasiment toutes les communes de la région. Mais cette économie est fragile car elle rencontre des obstacles à son développement, notamment les conditions climatiques ou le manque de moyens des agriculteurs. Pour faire face à ces obstacles, l'état ou différentes ONG financent des projets qui améliorent les conditions de vie des habitants.

## Aide humanitaire

### Crise alimentaire
Les crises alimentaires et nutritionnelles sont récurrentes dans la région du Guidimakha. Malgré le fort potentiel agricole de cette zone, les habitants ont du mal à couvrir leurs besoins alimentaires de base et sont très vulnérables aux chocs climatiques, aux catastrophes naturelles et aux conflits.
Face à ces difficultés, les communes d'Ajar, Arr et Ould M’Bonny se sont associées pour enclencher des actions durables pour lutter contre l’insécurité alimentaire. Début 2013, elles ont contacté le Gret, une ONG qui lutte contre la pauvreté et les inégalités dans le monde, afin d'élaborer un programme pour améliorer la sécurité alimentaire et nutritionnelle de leurs habitants.
Le projet Résanut est lancé le 1er avril 2014 en association avec AGIRabcd, une association française appuyant déjà plusieurs coopératives agricoles au Guidimakha. Le projet se déroule sur trois ans avec un budget de 1 500 000 €.

### Crise humanitaire
À la suite de violentes inondations durant la saison des pluies de 2020, Ould M'Bonny ainsi que six autres communes de la région ont reçu des dons de matériels offerts par le Fonds des Nations unies pour la population en décembre 2020. De nombreux kits composés de nattes, de couvertures et de sacs contenant des effets personnels destinés aux femmes ont été distribués aux habitants de la commune.